# Hermann Oppenheim

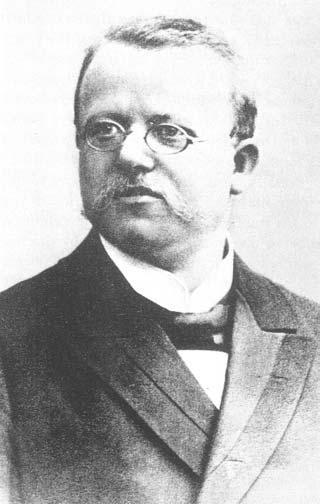
Hermann Oppenheim, (Jahr der Aufnahme unbekannt)

Hermann Oppenheim, gelegentlich auch Oppenheimer geschrieben (* 31. Dezember 1857 in Warburg, Westfalen; † 22. Mai 1919 in Berlin), war ein deutscher Neurologe und Psychiater.

## Leben und Wirken
Hermann Oppenheim ist der Sohn des langjährigen Rabbiners der Synagogengemeinde Warburg, Juda Oppenheim (1824–1891) und dessen Frau Cäcilie, geborene Steeg (1822–1898). Sein Großvater Manus Mannes Oppenheim (1784–1844), Sohn von Hirsch Oppenheim, stammte aus Schenklengsfeld in Hessen und war Waren- und Viehhändler. Die Familie seiner Mutter Cäcilie war schon länger in Warburg ansässig, ihr Großvater Samuel Gerson Steg (1735–1807) war dort ebenfalls ein bekannter Rabbiner sowie Oberlandesrichter von Westfalen gewesen. Der Dirigent Hans Oppenheim war sein Sohn.
Hermann bestand 1877 am Gymnasium Marianum Warburg das Abitur als einer der Jahrgangsbesten. Anschließend studierte er Medizin in Göttingen, Berlin und Bonn, wo er Stipendiat und Schüler von Nathan Zuntz war und 1881 mit einer preisgekrönten Schrift über die Physiologie und Pathologie der Harnstoffausscheidung promoviert wurde. Nach seinem Staatsexamen 1882 und kurzer Assistenzzeit an der Maison de Santé in Berlin-Schöneberg trat er in die Nervenklinik der Charité unter Carl Friedrich Otto Westphal ein, wo er von 1883 bis 1891 als dessen Assistent tätig war.
1886 habilitierte sich Oppenheim mit einer Sammlung von 18 kleineren Arbeiten auf dem Gebiet der Nervenpathologie für Neurologie. Er bot vor allem Vorlesungen Elektrodiagnose und -therapie an. Nachdem er nach Westphals Tod im Sommer 1891 aus der Charité ausschied, und ein Gesuch um ein Extraordinariat, das er 1891 an die Friedrich-Wilhelms-Universität Berlin gerichtet hatte, abgelehnt wurde, gründete Oppenheim eine Privatklinik am Schiffbauerdamm 25 in Berlin-Mitte, die internationalen Rang erlangte. Als auch ein erneutes Gesuch Oppenheims um ein Extraordinariat 1901 abgelehnt wurde, trat er 1902 aus der medizinischen Fakultät aus. Privatim beklagte er die Zumutung, dass ihm sein Festhalten am Judentum und das Verweigern einer Konversion den Weg zu einer akademischen Karriere versperrt hätten. Sein Freund, der Maler Ernst Oppler, fertigte ein Porträt von ihm, das in einer Auflage von 10 Exemplaren erschien.
In seinen Forschungen, durch die er die Anerkennung der Neurologie als eigener Disziplin maßgeblich förderte und großen Anteil an deren wissenschaftlicher Verbreitung hatte, widmete sich Oppenheim insbesondere den Erkrankungen nach Traumen und den Neubildungen des Zentralnervensystems. Bekannt wurde er durch seine Studien zur Klinik der pathologischen Anatomie der Tabes, zur multiplen Sklerose, zur progressiven Paralyse und zu den bulbärparalytischen Erscheinungen. Seine Theorie der psychotraumatischen Neurose, die er in Abgrenzung zu Jean-Martin Charcots Theorie der Hysterie entwickelte, war besonders umstritten. Oppenheim beschrieb traumatische Neurosen als eigenes Krankheitsbild, das er unmittelbar auf traumatische Erlebnisse zurückführte. Als er während des Ersten Weltkriegs die Leitung eines Lazaretts im Kunstgewerbemuseum Berlin übernahm, wandte er diese Theorie auch auf das weit verbreitete Problems der Kriegszitterer an. Die seelischen Erschütterungen der Frontsoldaten, so seine These, hätten zu einer Erschütterung der feinsten Teile des Gehirns geführt. Das Zittern sei somit die Folge der anatomischen Auswirkung dieser „Gehirnerschütterung“. Hiermit vertrat er zumindest als Neurologe in der öffentlichen Auseinandersetzung um die anzuerkennenden Kriegsschäden eine Außenseiterposition innerhalb der deutschen Psychiatrie, insofern er die psychischen Probleme der Betroffenen als unmittelbare Kriegsfolge klassifizierte, vgl. a. Funktionelle Syndrome.
Oppenheim war 1907 Vorsitzender der Berliner Gesellschaft für Psychiatrie und Nervenheilkunde. Von 1912 bis 1916 war er Präsident der von ihm gegründeten Gesellschaft Deutscher Nervenärzte. 1916 übernahm er unentgeltlich die Leitung des Berliner Militärkrankenhauses für Nervenerkrankungen.

## Medizinische Nomenklatur
Nach Hermann Oppenheim ist u. a. das Oppenheimsche Zeichen bzw. der Oppenheimsche Reflex benannt. Er ist die Beugung der großen Zehe oder des Fußes in Richtung Fußrücken bei Bestreichen der inneren muskelfreien Schienbeinkante. Dieser Reflex weist auf eine Rückenmarkserkrankung (Pyramidenbahnläsion) hin. In die medizinischen Nomenklatur ging er durch folgende weitere Krankheitsbilder und medizinische Begriffe ein, das Ziehen-Oppenheim-Syndrom (Dystonia musculorum deformans), die Oppenheimsche zerebrale Kinderlähmung, der Oppenheimsche Fressreflex und der Oppenheimsche Gang bei multipler Sklerose.

## Schriften (Auswahl)
- Die traumatischen Neurosen.
  - 1. Auflage u.d.T. Die traumatischen Neurosen nach den in der Nervenklinik der Charitè in den letzten 5 Jahren gesammelten Beobachtungen. Berlin : Hirschwald 1889
  - 2. Auflage u.d.T. Die traumatischen Neurosen, nach den in der Nervenklinik der Charité in den 8 Jahren 1883-1891 gesammelten Beobachtungen. Berlin : Hirschwald 1892
- Lehrbuch der Nervenkrankheiten. Berlin 1894
  - 7 Auflagen bis 1923, Standardwerk[8]
  - alle 7 Auflagen inkl. der englischen Übersetzung der 2. und der 5. Auflage in der Wikisource
- Diagnostik und Therapie der Geschwülste des Nervensystems. Karger, Berlin 1907.
- mit Fedor Krause: Operative Erfolge bei Geschwülsten der Sehhügel- und Vierhügelgegend. In: Berliner Klinische Wochenschrift. Band 50, 1913, S. 2316 ff.
- Stand der Lehre von den Kriegs- und Unfallneurosen. 1918.